# Jan Buczkowski (malarz)
Jan Józef Buczkowski (ur. 30 kwietnia 1961 w Krzczonowie k. Lublina) – polski malarz, pedagog, profesor sztuk plastycznych.

## Życiorys
Syn Wacława. W latach 1976–1981 uczył się w Liceum Sztuk Plastycznych w Nałęczowie. W latach 1981–1986 studiował na Wydziale Malarstwa w Państwowej Wyższej Szkole Sztuk Plastycznych (obecnie ASP) w Gdańsku. Dyplom otrzymał w pracowni prof. Kazimierza Ostrowskiego. W latach 1986–1988 odbył służbę wojskową. Od 1988 r. wykładowca w Katedrze Rysunku, Malarstwa i Rzeźby na Wydziale Architektury Politechniki Gdańskiej, od 2006 r. kierownik Katedry Sztuk Wizualnych, w latach 2008–2016 prodziekan ds. twórczości na Wydziale Architektury. W 2014 otrzymał tytuł profesora sztuk plastycznych.
W 1995 r. wraz z grupą przyjaciół  Krzysztofem Gliszczyńskim, D. Krechowicz, Maciejem Sieńkowskim, Krzysztofem Wróblewskim założył Galerię „Koło” w Gdańsku. 

## Wybrane wystawy
- 1981 indywidualna wystawa malarstwa, Mała Galeria Nałęczów
- 1987 indywidualna wystawa, BWA, Sopot
- 1987 indywidualna wystawa, Galeria Brama, Warszawa
- 1995 wystawa artystów związanych z galerią „Koło”, Gasworks Gallery w Londynie
- 1995 wystawa artystów związanych z galerią „Koło”, Galerii Prowincjonalnej w Słubicach
- 1995 wystawa artystów związanych z galerią „Koło”, Galerii Kameralnej w Słupsku
- 1995 wystawa artystów związanych z galerią „Koło”, Galeria Koło, Gdańsk 1996
- 1997 indywidualna wystawa, Galeria Kameralna, Słupsk
- 1997 indywidualna wystawa, Galeria Promocyjna, Muzeum Narodowe, Gdańsk
- 1998 „Związki naturalne” Galeria Amfilada, Szczecin (z M. Sieńkowskim i K. Wróblewskim)
- 2000 Wystawa „Forum galerii i innych miejsc sztuki w Polsce” Centrum Sztuki Współczesnej Łaźnia, Gdańsk
- 2001 „Białe obrazy” Otwarta Pracownia, Kraków
- 2001 „Topographie des Gedächtnisses-Polnische Kunst der Gegenwart”, Brema, (Niemcy)
- 2001 Targi Sztuki „European Perspectives”, Innsbruck, (Austria)
- 2002 „Wizja lokalna. Polokenia”, Stocznia Gdańska[4]

## Odznaczenia, nagrody i wyróżnienia
- Stypendium Ministra Kultury i Sztuki (1990)
- Nagroda Rektora Politechniki Gdańskiej III stopnia za osiągnięcia dydaktyczne (1992)
- Nagroda Rektora Politechniki Gdańskiej II stopnia za osiągnięcia dydaktyczne (1995)
- Nagroda Rektora Politechniki Gdańskiej II stopnia za działalność naukową (1998)
- Nagroda Rektora Politechniki Gdańskiej III stopnia za osiągnięcia dydaktyczne (1998)
- Nagroda Rektora Politechniki Gdańskiej III stopnia za działalność naukową (1999)
- Nagroda Rektora Politechniki Gdańskiej II stopnia za osiągnięcia dydaktyczne (1999)
- Nagroda Rektora Politechniki Gdańskiej II stopnia za działalność naukową (2000)
- Nagroda Rektora Politechniki Gdańskiej I stopnia za działalność naukową (2001)
- Srebrny Krzyż Zasługi (29 sierpnia 2002)[5]
- Stypendium Marszałka Województwa Pomorskiego (2002)
- Stypendium Prezydenta Miasta Gdańska (2002)
- Nagroda Rektora Politechniki Gdańskiej I stopnia za działalność naukową (2003)
- Nagroda Rektora Politechniki Gdańskiej III stopnia za działalność naukową (2007)
- Nagroda Rektora Politechniki Gdańskiej I stopnia za działalność naukową (2009)
- Nagroda Rektora Politechniki Gdańskiej II stopnia za działalność organizacyjną (2010)
- Medal Jana Heweliusza (2011)
- Nagroda Prezydenta Miasta Gdańska w Dziedzinie Kultury z okazji jubileuszu 25-lecia pracy artystycznej, a w szczególności za upowszechniania kultury oraz wspieranie i promocję twórczości gdańskich artystów (2011)[6]
- Nagroda Rektora Politechniki Gdańskiej I stopnia za osiągnięcia dydaktyczne (2011)
- Nagroda Rektora Politechniki Gdańskiej I stopnia za działalność naukową (2012)
- Nagroda Rektora Politechniki Gdańskiej II stopnia za działalność organizacyjną (2012)
- Nagroda Prezydenta Miasta Gdańska w Dziedzinie Kultury z okazji jubileuszu 25-lecia Galerii Koło (2020)[6]

Źródło:.